# Führerbegleitbrigade

Estandarte de la brigada.

La Brigada de Escolta del Führer (en alemán: Führerbegleitbrigade) fue una brigada blindada alemana y luego una división blindada (Panzer-Führerbegleitdivision), en la Segunda Guerra Mundial. Surgió del Führer-Begleit-Battalion original formado en 1939 para escoltar y proteger a Adolf Hitler en el frente. Se formó en noviembre de 1944 y fue destruida en abril de 1945.

## ElFührer-Begleit-Battalion(FBB), 1939–1940
Antes de la invasión de Polonia de 1939, los guardaespaldas militares personales de Adolf Hitler provenían de dos unidades distintas e independientes con sede en Berlín: la Guardia de la Cancillería, originalmente asignada al ejército, y luego la Leibstandarte SS Adolf Hitler (Regimiento de Guardaespaldas de las SS Adolf Hitler; ), que sustituyó a la Guardia de la Cancillería. Cuando comenzaron las hostilidades, Hitler ordenó a la LSSAH que participara en la campaña contra Polonia, dejándolo sin una gran formación militar de guardaespaldas (un pequeño contingente de la Leibstandarte permaneció estacionado en Berlín).
En ese momento, un instructor de infantería del ejército, Erwin Rommel, llamó la atención de Hitler. Rommel fue ascendido a Generalmajor el 23 de agosto de 1939 y Hitler se encargó de que Rommel fuera nombrado a cargo de un nuevo batallón organizado para funcionar como su escolta personal al frente. Esto llevó a la formación del FBB en 1939. Tenía la tarea de proteger el cuartel general militar de Hitler y acompañarlo cuando visitaba los frentes de batalla. También fue responsable de todo el equipaje que viajó con Hitler y su personal. Antes de la invasión de Francia y los Países Bajos, Rommel dejó el FBB para tomar el mando de la 7.ª División Panzer del ejército.

## ElFührerbegleitabteilung, Panzergrenadierdivision"Großdeutschland"
Con la expansión del Regimiento de Infantería Großdeutschland de élite a una división el 3 de marzo de 1942, el número de subunidades bajo su control se expandió. Entre estas subunidades había una nueva unidad Führerbegleit, así como otra unidad con Führer en su nombre, el Führergrenadierabteilung. Aunque la nueva unidad Führerbegleit tenía prácticamente el mismo propósito que el Führerbegleitbattalion original y aún existente, y era aproximadamente del mismo tamaño, era diferente del FBB en que estaba motorizada. La unidad más nueva se distinguió por la nomenclatura: se conocía como Führerbegleitabteilung (FBA: Departamento de Escolta del Führer). Esto se debe a que las unidades terrestres de la Wehrmacht (e incluso las Waffen-SS) del tamaño de un batallón se designaron según la clase, con Abteilung para unidades motorizadas, mecanizadas, blindadas o autopropulsadas del tamaño de un batallón controladas por un cuartel general del batallón, y un batallón para unidades de infantería .
Como resultado de su transferencia a la división Großdeutschland (GD), el destacamento, que ahora incorporaba una batería pesada del Flak-Regiment "Hermann Göring" de la 1.ª División Panzer de Paracaidistas Hermann Göring, se trasladó al frente oriental, con sede en el Wolfschanze de Hitler. Partes de la GD se usaron para expandir el FBA hasta que finalmente sirvió como reemplazo del GD y como batallón de reserva.
El FBA vio acción junto con el resto de la División Großdeutschland en sus campañas en el frente oriental. Aunque no está permanentemente vinculado a la división y compuesto principalmente por colecciones ad hoc de varias unidades, el FBA y sus sucesores retendrían la insignia de casco tradicional de su división matriz, y cuando las subunidades de la División Großdeutschland se expandieran para traer la GD al tamaño de cuerpo (Panzerkorps Großdeutschland), el FBA también se mejoró al tamaño de brigada.
Mientras se reajustaba el FBA para el servicio en el frente oriental, Hitler ordenó que se dirigiera hacia el oeste en 1944, junto con la mayoría de sus vehículos y personal, para prepararse para la contraofensiva de las Ardenas, para la cual se expandiría a una brigada.

## Führerbegleitbrigade

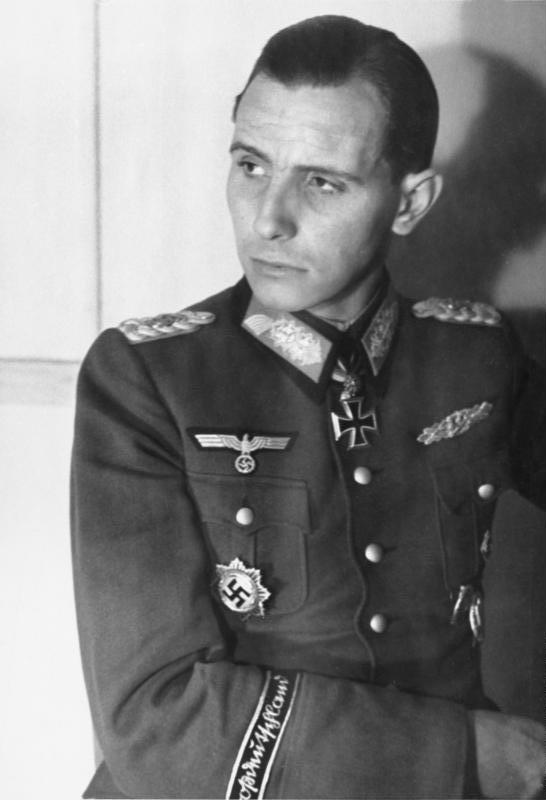
Otto Ernst Remer en 1945.

Mejorada radicalmente para la ofensiva de las Ardenas ("Operación Wacht am Rhein") para proporcionar al Quinto Ejército Panzer del General der Panzertruppe Hasso von Manteuffel con potencia de fuego adicional, la Führerbegleitbrigade se formó a partir de elementos del FBA, Panzerkorps Großdeutschland, el detalle de la guardia personal del ejército de Hitler, y Artillería móvil de la sede de Hitler en la Wolfschanze. Esta unidad se colocó bajo el mando del Oberst (coronel) Otto Remer como recompensa por haber frustrado con éxito una parte crítica del intento de asesinato de Hitler del 20 de julio de 1944 e intento de golpe militar contra el liderazgo nazi en Berlín.
La nueva FBB era esencialmente una brigada de tanques reestructurados, con unidades creadas a partir del exceso de personal disponible. Su fuerza de combate incluía los Panzer IV de cañón largo y los cañones de asalto sin torreta del Sturmgeschütz-Abteilung 200, dos batallones orgánicos de Panzergrenadier (infantería mecanizada), el 928.º Batallón de ciclistas y un batallón de artillería autopropulsado con 105 milímetros. Piezas de artillería hummel milimétrica.
Comprometido con el frente el 18 de diciembre de 1944 como parte del XLVII del 5.º Ejército Panzer, Panzerkorps, la FBB vio acción contra la 101.ª División Aerotransportada del Ejército de los EEUU. en Bastogne.
El 26 de enero de 1945, la FBB recibió la orden de expandirse y formar la Führerbegleitdivision.

## Führerbegleitdivision
Cuando la División Großdeutschland se expandió al Panzerkorps Großdeutschland, sus unidades subordinadas se expandieron para llevar a GD al estado de cuerpo.
Como parte de esta drástica reorganización, la FBB se separó del control del ejército, se expandió mediante la incorporación de elementos de la FGB y la Panzergrenadier-Division Großdeutschland, y se volvió a designar la Führer-Begleit-Division (FBD); al mismo tiempo, su formación hermana, la Führergrenadierbrigade, también se actualizó al estado de división y pasó a llamarse Führer-Grenadier-Division (FGD). Ambas divisiones "Führer" se pusieron en el OKH (Oberkommando des Heeres: el alto mando del ejército), reserva hasta que se comprometió con el frente oriental.
Al mando de Otto Remer, ahora un general importante, la FBD continuó defendiendo al Reich en sus batallas finales y desesperadas. la FBD y la FGD sirvieron en contraataques locales y luego asumieron roles de brigada de bomberos en la prevención de importantes avances soviéticos.
La FBD y la FGD fueron enviados al frente oriental para ayudar a defender el frente de Vístula contra las fuerzas del Ejército Rojo en masa durante la Ofensiva de la Alta Silesia. Fue atrapado y finalmente destruido en la bolsa de Spremberg en abril de 1945, los supervivientes se rindieron a los estadounidenses.

## Órdenes de batalla
Führerbegleitabteilung, Panzergrenadierdivision Großdeutschland (1941)
Führerbegleitbrigade, Operation Wacht-am-Rhein (December 1944)
Brigadestabskompanie (Cuartel General de la Compañía)
- Stabszug (Cuartel General del Pelotón) - vehículos motorizados Sd.Kfz. 251/1
- Aufklärungszug (Pelotón de reconocimiento) - armados con MP-40 y StG44
  - Vehículos motorizados Sd.Kfz. 250/1
- Aufklärungszug (Pelotón de reconocimiento) -
  - Vehículos Volkswagen y Kübelwagen
- Flakzug (Pelotón Antiaéreo) - Vehículo antiaéreo autopropulsado 3 x 37mm Flakpanzer IV Ostwind